# Juan Zanotto
 (novembre 2018).
Juan Vanni Zanotto, né le 26 septembre 1935 en Italie à Cuceglio, non loin de Turin, et mort en 2005 à Buenos Aires, est un auteur de bandes dessinées.

## Biographie
Il émigre en Argentine avec toute sa famille à l'âge de 13 ans. Il fait ses études à l'École panaméricaine d'art, où enseignent Hugo Pratt et Alberto Breccia.

### Les débuts dans la bande dessinée
Zanotto fait ses débuts dans la bande dessinée en 1953 pour Editorial Codex en retouchant d'anciens dessins, puis en illustrant quelques épisodes d’Ernie Pike. Il illustre des histoires pour la jeunesse dans Sabu, sur des scénarios d’Ernesto Grassi et, à partir de 1954, produit ses propres bandes dessinées d'aventure, notamment des westerns.
Il publie en particulier Rick della frontiera en 1955 pour la revue Ases del Oeste, puis El Mundo del Hombre Rojo un an plus tard, sur deux scénarios de Grassi. À la fin des années 1950, il s’installe à Londres et entame une collaboration de plusieurs années avec l'agence de publications britannique Fleetway. Il réalise des récits de guerre publiés dans Air Ace Picture Library, War at sea Picture Library et Battle Picture Library, traduits pour certains en France par l'éditeur de bandes dessinées Impéria dans Rapaces, Rangers, Sergent Guam et Navy. 
Dans le même temps, il  continue à produire illustrations et couvertures pour Codex dont il devient le directeur artistique en 1965, à son retour en Argentine. 

### Henga, el Cazador
En 1974, il travaille pour les toutes jeunes éditions Record et crée la série Henga, el Cazador sur des textes de Ray Collins. Sous le titre italien Yor il Cacciatore, la série paraît dans le numéro zéro de Lanciostory du 7 avril 1975. Comptant dix épisodes où se rencontrent préhistoire et science fiction, la série est publiée entre 1975 et 1978, puis en 1989 dans une version améliorée pour Eurocomix. Elle est publiée en France dans le mensuel Karacal de Sagédition). Cette œuvre, qui le classe parmi l'un des tout premiers dessinateurs argentins, a été adaptée au cinéma en 1983 par Antonio Margheritti sous le titre Il mondo di Yor, en français Yor, le chasseur du futur.
On doit également à Zanotto la série Wakantanka, écrite par Héctor Germán Oesterheld puis Carlos Albiac, qui est publiée en Italie dans Lanciostory et en France dans le petit format Long Rifle en 1983-84 (no 60 à 70).

### Fantastique et science-fiction
Par la suite, Zanotto se consacre surtout à des séries fantastiques ou de SF : 
- Hor el temerario (Hor le Téméraire), la suite de Yor, publiée dans Skorpio en Argentine, dans Lanciostory en Italie en 1978-79 et en France dans le pocket Super-West Poche de Sagédition ;
- Bárbara, publiée dans Lanciostory en 1979-81 (sa seconde saga fantastico-érotique) ;
- Nueva York año cero, deux séries écrites par Ricardo Barreiro ;
- Penitenciari (textes de Ricardo Barreiro) ;
- Crónicas del tempo medio (textes d'Emilio Balcarce) ;
- Horizontes perdidos ;
- Tagh en 1986 (avec Grassi) ;
- I ladri del tempo ;
- Safari.

Au début des années 1980, il devient directeur artistique des éditions Record. L’éditeur Eclipse Comics a publié ses séries Nueva York Año Cero et Crónicas del Tiempo Medio aux États-Unis à la fin des années 1980.

### Les années 1990-2000
En 1993, il réalise avec Chuck Dixon Warman, un roman graphique pour Marvel. L’année suivante, Starlight, encore une série fantastique, constitue sa première collaboration avec le scénariste Robin Wood, et il réalise Il generale e la morte, un court récit paru dans le numéro spécial pour les 25 ans de Lanciostory : Un giorno un secolo. À partir de la fin 2001, il illustreFalka, un spin-off d’Horizons Perdus, publié en France par Erko (trois albums en 2002-2003). En 2003, il signe une saga de science-fiction, Il Labirinto Rosso dans Euracomix.
Il a illustré également plusieurs couvertures de Skorpio ou Lanciostory et divers récits dans l'édition argentine de Playboy. Zanotto est décédé le 13 avril 2005 à Buenos Aires des suites d’une insuffisance cardiaque.